# Carl Adams

Zawodnik Iowa State Cyclones

Carl Adams (ur. 27 listopada 1950) – amerykański zapaśnik walczący w stylu wolnym.
Zajął piąte miejsce na mistrzostwach świata z 1975. Zdobył srebrny medal na igrzyskach panamerykańskich w 1979. Trzeci w Pucharze Świata w 1976 roku.
Zawodnik Brentwood High School z Brentwood i Iowa State University. Trzy razy All-American (1969,1971,1972) w NCAA Division I, pierwszy w 1971 i 1972; piąty w 1969 roku.
Afroamerykanin.